# (34838) Lazowski
(34838) Lazowski est un astéroïde de la ceinture principale.

## Description
(34838) Lazowski est un astéroïde de la ceinture principale. Il fut découvert le 21 septembre 2001 à l'Observatoire Desert Eagle par William Kwong Yu Yeung. Il présente une orbite caractérisée par un demi-grand axe de 3,16 UA, une excentricité de 0,09 et une inclinaison de 9,9° par rapport à l'écliptique.

## Compléments